# Пођо ди Ројо
Пођо ди Ројо (итал. Poggio di Roio) је насеље у Италији у округу Л'Аквила, региону Абруцо.
Према процени из 2011. у насељу је живело 981 становника. Насеље се налази на надморској висини од 850 м.